# Towarzystwo Przyjaciół Ziemi Łomżyńskiej
Towarzystwo Przyjaciół Ziemi Łomżyńskiej (TPZŁ) – stowarzyszenie powstałe 11 listopada 1958 roku w wyniku połączenia Akademickiego Koła Łomżan (zał. 8 marca 1916 r. w Warszawie) oraz Stowarzyszenia Wychowanków Szkół Średnich Ziemi Łomżyńskiej (zał. 24 października 1937 r.). Towarzystwo stawia sobie za zadanie promowanie walorów ziemi łomżyńskiej oraz samego miasta Łomży.

## Historia
Pierwszym przewodniczącym Zarządu Głównego był prof. Edward Ciborowski. Wkrótce po rozpoczęciu działalności zaczęły powstawać pierwsze oddziały stowarzyszenia, m.in. w Łodzi, Warszawie, Łomży, Białymstoku, Olsztynie, Wrocławiu, Gdańsku, Kolnie, Nowogrodzie, Stawiskach, Zambrowie, Lublinie, Krakowie, Koszalinie czy Toronto.
W czerwcu 1983 roku podczas XVIII Walnego Zjazdu Delegatów podjęto decyzję o przeniesieniu Zarządu Głównego TPZŁ z Warszawy do Łomży. Obecnie siedziba Towarzystwa mieści się w Łomży, przy ulicy Henryka Sienkiewicza 8. Aktualnym Prezesem TPZŁ jest Zygmunt Zdanowicz.

## Działalność wydawnicza
- Godlewska Donata, Dzieje Łomży od czasów najdawniejszych do rozbiorów Rzeczypospolitej (XI w.-1795), Towarzystwo Przyjaciół Ziemi Łomżyńskiej, Łomża 2000, ISBN 83-902985-7-0
- Winiarski  Bohdan, Nad Pissą, Wissą i Narwią, Zarząd Główny Towarzystwa Przyjaciół Ziemi Łomżyńskiej, Łomża, 1999, ISBN 83-912037-0-0
- Brodzicki Czesław, Łomża w latach 1794-1866, Państwowe Wydawnictwo Naukowe, Warszawa, 1987, ISBN 83-01-07251-2
- Dobroński Adam, Łomża w latach 1866-1918, Łomżyńskie Towarzystwo Naukowe im. Wagów, Towarzystwo Przyjaciół Ziemi Łomżyńskiej, Łomża, Białystok, 1993, ISBN 83-86175-00-1
- periodyki:
  - Roczniki Łomżyńskie, wydawany w latach 1985-1993
  - Wiadomości Łomżyńskie, wydawany w latach 1960-1965
  - Zeszyty Łomżyńskie, wydawany w latach 1998-2002, ISSN 1508-7565
  - Wiadomości Łomżyńskie : kwartalnik, wydawany od 2005 roku, ISSN 1734-0098